# 马德里运动

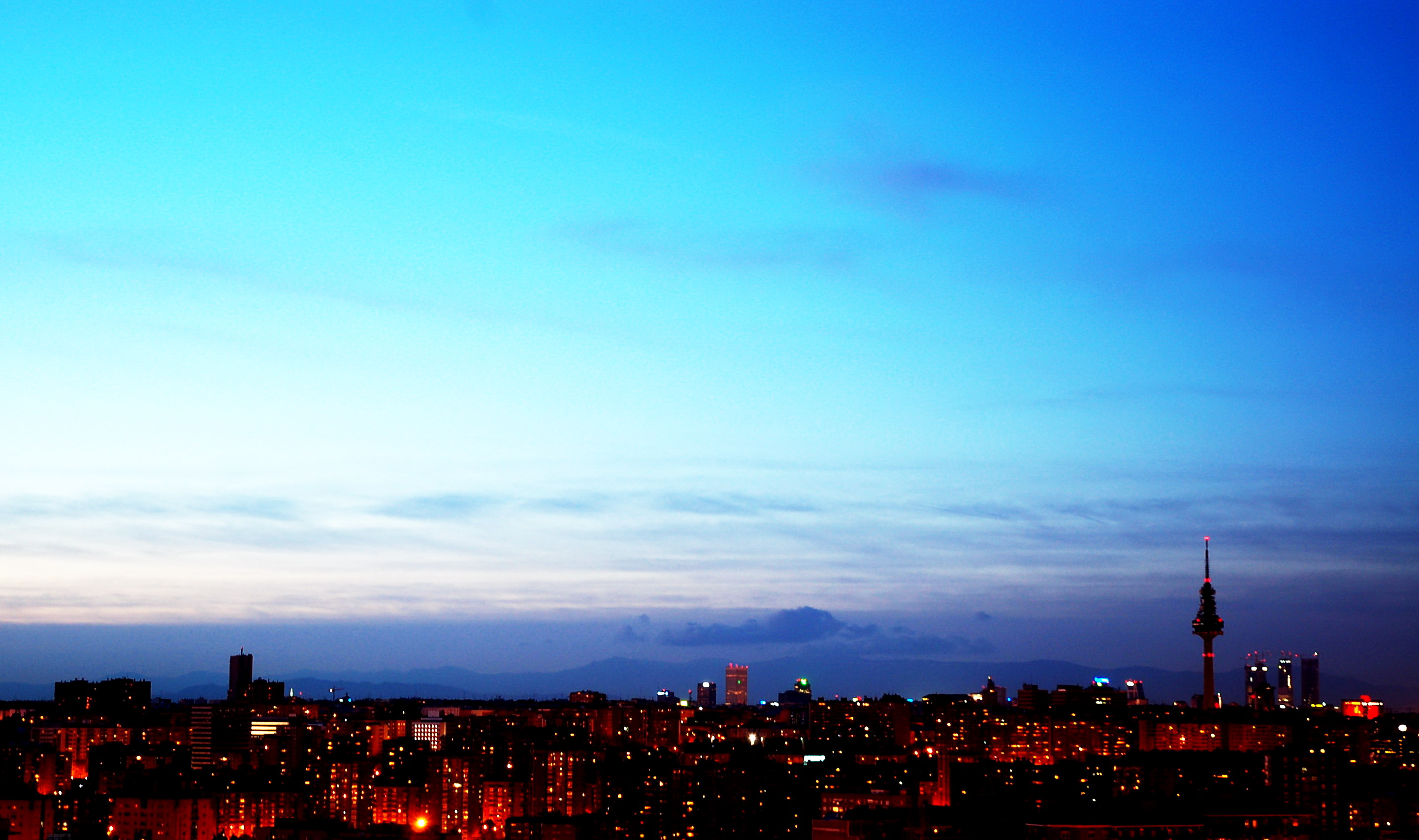
夜间的马德里。从运动中马德里人创造了很多新的口号：“Madrid nunca duerme”（马德里从来不睡） “Esta noche todo el mundo a la calle”（今晚全世界都到街上去） 及“Madrid me mata”（马德里杀了我）。

马德里运动是在弗朗哥逝世后的西班牙民主转型时期的反文化运动，并迅速的发展和转变为西班牙运动，并延续到80年代末期。